# Greselius-Gymnasium
Das Greselius-Gymnasium Bramsche  ist ein allgemeinbildendes, staatliches Gymnasium in der niedersächsischen Stadt Bramsche im Landkreis Osnabrück. Im Schuljahr 2023/24 besuchten rund 800 Schüler die das Greselius-Gymnasium Bramsche.

## Beschreibung
Das Gymnasium besteht seit 1969 und ist seit 1990 nach dem in Bramsche geborenen Humanisten und Kleriker Jacobus Greselius benannt, der seinem Heimatort testamentarisch eine Schule für Jungen und Mädchen stiftete. Seit 2010 hat das Gymnasium eine Partnerschule in Bhopal, Indien. 2023 konnten für diese bei einem Spendenlauf über 10.000 Euro gesammelt werden. Das Greselius-Gymnasium liegt an der Malgartener Straße Nr. 52 in Bramsche (Niedersachsen). In der Schule geht es von der 5. bis zur 13. Klasse, es arbeiten 87 Lehrkräfte an der Schule.
Leiterin der Schule ist Julia Wilcken.

## Ehemalige Schüler
- Ralf Vogeding (* 1957), Volkskundler (Abitur 1977)
- Robert Corvus (* 1972), Schriftsteller (Abitur 1992)
- Frauke Hundeling (* 1995), Deutsche Ruderin, Olympiasiegerin im Doppelvierer 2017